# Феранец, Петер
Петер Феранец (словац. Peter Feranec; род. 1964, Братислава, Чехословакия) — словацкий дирижёр.

## Биография
Окончил Братиславскую академию музыки, с 1985 учился в Ленинградской консерватории у Мариса Янсонса, совершенствовался в Вене. С 1991 возглавлял Словацкую национальную оперу, в 1993 руководил рядом постановок в Венской камерной опере.
В 1995 году по предложению художественного руководителя Большого театра В. Васильева занял место главного дирижёра театра, став первым иностранцем на этом посту и самым молодым главным дирижёром за всю историю коллектива. За три года работы в Большом Феранец осуществил новые постановки (некоторые из них входят в репертуар и сегодня), руководил гастролями театра в США, Европе и Японии. С 1997 по 2000 Феранец ― главный приглашённый дирижёр оркестра Петербургской филармонии. В последующие годы он сотрудничал со многими европейскими оркестрами и оперными театрами, с 2007 возглавляет Словацкий филармонический оркестр.
В мае 2009 был приглашён в качестве главного дирижёра в Михайловский театр, сменив на этом посту Андрея Аниханова. Первая новая постановка Петера Феранеца в Михайловском театре — «Русалка» Дворжака — была представлена публике 30 октября 2009 г. Ведущие российские критики по достоинству оценили работу Феранеца, отметив значительное развитие музыкального дела в театре:

В «Русалке» у театра два важных прорыва. Первый — оркестр, от которого до сего момента не ждали ничего, кроме разочарований. Новый главный дирижёр театра словак Петер Феранец доказал, что музыканты в Михайловском хорошие, просто оркестровое дело тут прежде было поставлено плохо. И он поставил его так, что мобилизовал своих подопечных на сочную, грамотную, а местами просто блестящую игру.

Петер Феранец сделал из оркестра, который раньше производил полупрофессиональное впечатление, коллектив вполне европейского уровня. Музыканты играют аккуратно, и звучание получается строгим и элегантным.

Петер Феранец был номинирован на высшую российскую театральную премию «Золотая маска» в номинации «Лучшая работа дирижера» за музыкальное руководство и спектакли оперы «Иудейка» в Михайловском театре, но уступил награду Теодору Курентзису, получившему награду за спектакль «Воццек» в Большом театре. В 2011 году Петер Феранец оставил пост музыкального руководителя Михайловского театра, но продолжил сотрудничество с коллективом как приглашённый дирижёр.
В 2015 году Петер Феранец был назначен главным дирижёром и музыкальным руководителем Санкт-Петербургского государственного академического симфонического оркестра, где работал до 2016 года.